# 1999년 오리사 사이클론
1999년 오리사 사이클론(1999 Orissa Cyclone, JTWC 명칭: 05B)은 인도양 북부에서 발생한 사이클론 중 1991년의 1991년 방글라데시 사이클론 이후로 가장 세력이 컸던 사이클론이었고 인도에서는 1971년 이후 가장 강력한 사이클론이었다. 인도에서는 약 한달 전에 오리사 사이클론이 상륙한 지점과 거의 같은 지역에서 사피어-심프슨 허리케인 등급 제4등급의 세력으로 사이클론이 미리 상륙해 이미 많은 피해를 입었는데, 이번에는 제5등급의 세력으로 상륙해 피해를 더욱 키웠다.

## 사이클론의 진행

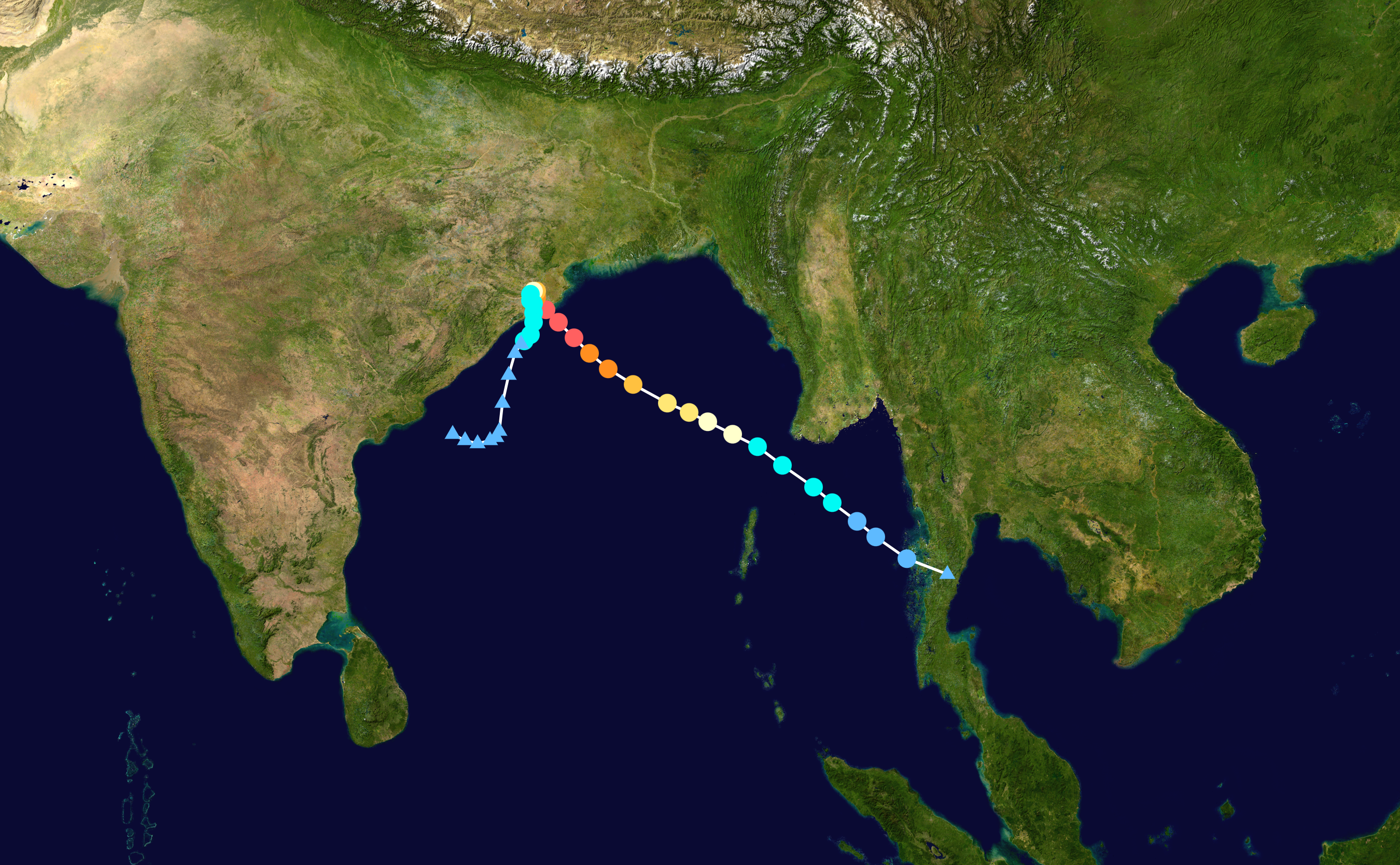
1999년 오리사 사이클론의 이동 경로

1999년 10월 중후반에 남중국해에서 열대요란이 발생했고 이 열대요란은 계속해서 서쪽으로 이동하면서 미국 합동태풍경보센터(JTWC)는 10월 23일에 열대저기압 발생 경고령(Tropical Cyclone Formation Alert(TCFA))을 내렸다. 하지만 타이만에 근접하면서 더 이상 발달하지 않았고 TCFA는 취소되었다. 하지만 10월 25일에 안다만해에 거의 다다랐을 때 다시 TCFA가 내려졌고 곧 발달하기 시작하여 이날 말레이 반도에 위치해 있을 때 열대저기압 5B로 명명되었다. 5B는 북쪽의 아열대성 고기압대를 따라 북서쪽으로 이동했고 이 때 벵골만의 수온은 높아 빠르게 강력해지는 요인이 되었다. 이 때문에 바로 다음날인 10월 26일, 미얀마 양곤 남남서쪽 약 345km(210mi) 부근에 위치해있을 때 열대 폭풍으로 발달하였다.
05B는 미얀마 남쪽을 근접하게 통과하고 강력해지기 시작하면서 10월 27일 벵골만에 도달했을 때 사이클론으로 강해졌다. 10월 28일에는 급격하게 강력해지면서 풍속이 260km/h(160mph)까지 치솟아 사피어-심슨 허리케인 등급 제5등급에 버금가는 세력이 되었다. 이 사이클론은 인도 기상청(IMD)<인도기상청을 검색하시려면IMD{인도기상청}을(를)누르거나 검색하십시오.> 가 새롭게 나눈 사이클론의 단계 중 최고 단계인 슈퍼 사이클론의 단계에 들어선 첫 사이클론이 되었다.
5B가 인도 오디샤 주(오리사 주)에 상륙하기 전에 5B는 풍속 250km/h(155mph)로 아주 조금 약해졌으나 중심기압은 912hPa와 같거나 작은 수치였을 것으로 예상했다. 10월 29일에 5B는 인도에 상륙했으나 북쪽에 있던 저기압대에 가로막혀 더 이상 진행하지 못하다가 내륙에서 약 50km(30mi)를 돌다가 다시 인도양으로 빠져나왔다. 인도양으로 빠져나온 5B는 점차 약화되었고 10월 31일에 2차적으로 벵골만에 진입 한 후 3일 후인 11월 3일, 공해에서 소멸되었다.

## 대비
인도의 벵골만에 접해있던 6개 주에서 무수히 많은 사람들이 고지대로 대피했고 현재 거주하고 있던 집에서 떠나라고 명령을 받았다. 적십자에서 공급해준 23개의 텐트 안에 44,500명이 들어가 보호를 받게되었다. 5B가 내륙으로 조금 들어오면서 내륙에 있던 2개 주도 심각한 피해를 받았다.

## 피해
5B는 인도 남동부에 어마어마한 양의 비를 뿌렸고 이에 따라 저지대에서 홍수가 일어난 지역은 최대범위에 이르게 되어 신기록을 세우게 되었다. 해안에 덮친 파도의 높이는 8m(26ft)에 달하였고 이 파도는 해안가에서 20km 떨어진 내륙에서도 영향을 주었다. 17,110제곱킬로미터의 농작물이 심각하게 파괴되었고 9천만그루의 나무가 부러졌거나 뿌리채 뽑혔다.
약 27만 5천채의 집이 파괴되어 167만명의 이재민이 생겼다. 공식적으로 발표된 자료에 의하면 9,803명이 사망했다고, 40명은 실종되었다고 발표했으나 실제로 주민들은 1만5천명이 숨졌다고 알고 있었다. 사망자 9,803명 중 8,119명이 한 주에서 발견되었고 주에 거주하고 있던 주민 3,312명은 부상당한 것으로 전해졌다. 파드마푸르(Padmapur)라는 도시에서는 전체 주민 중 36%가 숨졌다. 인도에서 서식하고 있던 동물 250만마리가 죽었다. 인도에서의 총 재산피해액은 45억달러(1999년 기준)로 집계되었다.
미얀마에서는 10명이 숨졌고 2만가구의 이재민이 발생하였다.
사이클론 5B가 최성기를 맞이할 당시 중심기압이 약 912hPa로 측정된 일로 인해 북인도양에서 가장 강한 사이클론으로 등재되었다.

## 사이클론의 소멸 후
인도 적십자 관계자들은 사이클론 5B가 도달해 많은 피해를 남긴 후 즉시 구조작업에 착수했다. 오디샤 주에서는 긴급구호 계획을 새로 세웠는데, 그 계획으로는 3달간의 구조작업과 6달간의 새 집 세우기 등이 포함되어있었다. 이 작업은 이듬해인 2000년 후반까지도 지속되었다. BAPSCI 단체는 84개의 마을에 2,340명의 자원봉사자들을 파견했다. 또한 BAPSCI에서는 700구의 시체와 3,500마리의 가축들을 화장했는데, 당시 많은 사람들이 자신이 모르는 다른 시체를 자신의 몸과 접촉하는 일을 매우 꺼려했기 때문이었다. 총 200채의 콘크리트 집이 재건되었다. 모든 구조 작업은 30개월 후인 2002년 5월이 되어서야 완료되었다. 10월 30일에 약 5만명의 주민들이 저지대에서 안전한 곳으로 대피했다고 알려지기도 했다.
구조작업이 진행될 당시에도 많은 사람들이 굶주림과 질병들로 숨졌는데, 피해자들이 워낙 많아 구조자들이 피해를 입은 사람 한 사람 한 사람씩 도움을 줄 수 없었기 때문이었다.

## 특이 사항
만약 남중국해에서 발생한 열대요란이 지속되어 말레이 반도를 통과해 벵골만에 진입했을 경우, 사이클론 5B는 북서태평양에서 발생한 태풍이 되었을 뿐만 아니라, 북인도양에서 발생한 사이클론, 이렇게 두가지 명칭을 한꺼번에 가지고 있었을 것이다. 5B가 남중국에서 처음 발생해 서진했을 경우, 이 진로는 2001년에 발생했던 제26호 태풍인 태풍 와메이와 매우 흡사한 경로이다. 이때 5B는 북쪽으로, 태풍 와메이는 남쪽으로 서진한 것만 차이가 있을 뿐이다.

## 같이 보기
- 사이클론 나르기스
- 1970년 볼라 사이클론